# Les Lèches
Lèches – miejscowość i gmina we Francji, w regionie Nowa Akwitania, w departamencie Dordogne.
Według danych na rok 1990 gminę zamieszkiwało 306 osób, a gęstość zaludnienia wynosiła 14 osób/km² (wśród 2290 gmin Akwitanii Lèches plasuje się na 874. miejscu pod względem liczby ludności, natomiast pod względem powierzchni na miejscu 466.).